# 奥林匹克运动会图瓦卢代表团
圖瓦盧是奥林匹克运动会中的夏季奥林匹克运动会的参赛国之一，但至今尚未參加冬季奥林匹克运动会。
国际奥委会在2007年7月承认圖瓦盧體育與國家奧林匹克委員會（TASNOC）为国家奥委会。该国在2008年北京奥运会期间首次派出代表团参赛，参赛队伍中有一名举重选手，以及两名分别参加了男子、女子一百米短跑的选手。
2016年夏季奧林匹克運動會，吐瓦魯派出田徑運動員艾提莫尼·提姆阿尼參加男子100米短跑項目，是該屆賽事唯一僅有一名代表的參賽隊伍。

## 歷屆奧運會概覽

### 2008年夏季奧運會
圖瓦盧首次參與奧運會即派出3名運動員，其中2名田徑選手（奧基拉尼·蒂尼勞與阿塞納特·馬諾阿）和1名舉重選手（洛戈納·埃紹）。蒂尼勞與馬諾阿分別在男子及女子100公尺賽事中創下11.48秒與14.05秒的國家紀錄，但均止步預賽。埃紹則在男子69公斤級舉重賽事中獲得第21名。此次參賽使圖瓦盧成為奧運史上人口最少的參賽國之一（全國人口約1.1萬）。

### 2012年夏季奧運會
本屆賽事圖瓦盧維持3名參賽規模，舉重選手陶·拉普阿·拉普阿在男子62公斤級以總成績243公斤獲得第11名，創下該國奧運參賽最佳排名。田徑方面，塔維維爾·諾阿與馬諾阿再次參賽，其中馬諾阿刷新女子100公尺國家紀錄至13.60秒。

### 2016年夏季奧運會
本屆成為圖瓦盧參賽規模最小的一屆，僅埃蒂莫尼·蒂穆阿尼1人參加男子100公尺賽事，預賽以11.81秒位列小組第七。這使得圖瓦盧成為當屆參賽隊伍中人數最少的國家代表團。

### 2020年夏季奧運會
疫情影響下，圖瓦盧派出卡拉洛·邁布卡（男子100公尺）與馬蒂·斯坦利（女子100公尺）兩名選手。邁布卡以11.42秒刷新國家紀錄，斯坦利則以13.72秒完成賽事。此屆參賽延續該國專注短跑項目的傳統。

### 2024年夏季奧運會
圖瓦盧將由邁布卡（男子100公尺）與特馬里尼·馬納托阿（女子100公尺）組成雙人代表團。邁布卡將成為首位連續參加三屆奧運的圖瓦盧運動員（2020、2021、2024）。該國迄今累計參賽運動員達9人（3女6男），尚未獲得獎牌。

## 獎牌統計

### 夏季運動會獎牌榜
| 賽事             | 參賽人數 | 金牌 | 銀牌 | 銅牌 | 總計 | 排名 |
| 2008年北京       | 3        | 0    | 0    | 0    | 0    | –    |
| 2012年倫敦       | 3        | 0    | 0    | 0    | 0    | –    |
| 2016年里約熱內盧 | 1        | 0    | 0    | 0    | 0    | –    |
| 2020年東京       | 2        | 0    | 0    | 0    | 0    | –    |
| 2024年巴黎       | 2        | 0    | 0    | 0    | 0    | –    |
| 2028年洛杉磯     | 未來賽事 |      |      |      |      |      |
| 2032年           | 未來賽事 |      |      |      |      |      |
| 總計             | 總計     | 0    | 0    | 0    | 0    | –    |

## 旗手
- 2008年北京：罗古娜·伊娑（英语：Logona Esau）
- 2012年倫敦：阿塞娜特·馬諾阿（英语：Asenate Manoa）
- 2016年里約熱內盧：艾提莫尼·提姆阿尼（英语：Etimoni Timuani）
- 2020年東京：卡拉羅·麥布卡（英语：Karalo Maibuca）、瑪蒂·斯坦利（英语：Matie Stanley）
- 2024年巴黎：卡拉羅·麥布卡（英语：Karalo Maibuca）、Temalini Manatoa

## 外部連結
- . International Olympic Committee.   [2017-12-13]. （原始内容存档于2011-12-10）.
- . Sports-Reference.com.   [2017-12-13]. （原始内容存档于2009-02-20）.
- . Olympedia.com.   [2025-03-25]. （原始内容存档于2021-03-25）.
- . olympanalyt.com.   [2020年8月17日]. （原始内容存档于2021年2月14日）.